# فهرست آرژانتینی‌های برنده جایزه نوبل
آرژانتینی‌ها تاکنون برندهٔ ۵ جایزهٔ نوبل شد‌اند.

## برندگان
| سال  | نام             | جایزه |
| ---- | --------------- | ----- |
| ۱۹۳۶ | کارلوس لاماس    | صلح   |
| ۱۹۴۷ | برناردو هوسای   | پزشکی |
| ۱۹۷۰ | لوییز اف لیلویر | شیمی  |
| ۱۹۸۰ | آدولفو اسکیبل   | صلح   |
| ۱۹۸۴ | سزار میلستین    | پزشکی |